# Eva
Eva (ebraică חַוָּה, ebraică clasică: Ḥawwāh, arabă حواء, siriacă: ܚܘܐ,  tigrinya ሕይዋን or Hiywan) este un personaj biblic din cartea Genezei, considerată conform mitului creației prima femeie. A fost soția lui Adam. Cu Adam a avut trei fii (Cain, Abel și Set) și mai multe fiice.